# (100537) 1997 EL4
(100537) 1997 EL4 es un asteroide perteneciente al cinturón de asteroides, descubierto el 2 de marzo de 1997 por el equipo del Spacewatch desde el Observatorio Nacional de Kitt Peak, Arizona, Estados Unidos.

## Designación y nombre
Designado provisionalmente como 1997 EL4.

## Características orbitales
1997 EL4 está situado a una distancia media del Sol de 3,198 ua, pudiendo alejarse hasta 3,833 ua y acercarse hasta 2,562 ua. Su excentricidad es 0,198 y la inclinación orbital 0,788 grados. Emplea 2089,10 días en completar una órbita alrededor del Sol.

## Características físicas
La magnitud absoluta de 1997 EL4 es 15,2.